# Бёрсен
Бёрсен (Børsen) — здание копенгагенской биржи на острове Слотсхольмен в центре Копенгагена, выстроенное в 1619—1640 гг. по приказу Кристиана IV. Архитекторы братья Стенвинкели увенчали здание в стиле фламандского ренессанса 56-метровым шпилем в виде скрученных хвостов четырёх драконов.
Первый этаж здания поделен на сорок небольших отсеков для хранения товаров, а второй этаж занимает просторный зал для торговых операций. Старинные интерьеры биржи были заменены в 1855 году, а в середине XVIII века здание обновил Николай Эйтвед.
Копенгагенская фондовая биржа занимала здание Бёрсена с 1625 по 1974 годы. В 1918 году здание подверглось нападению агрессивно настроенных безработных.
16 апреля 2024 года во время реконструкции здание было разрушено пожаром, 56-метровый шпиль рухнул.